# دبلیواچ‌اسمیت
دبلیواچ‌اسمیت (انگلیسی: WHSmith) شرکت خرده‌فروشی بریتانیایی است، که در سال ۱۷۹۲ تأسیس شد.